# Робер Дері
Роберт Дері (фр. Robert Dhéry; 27 квітня 1921 — 3 грудня 2004) — французький актор, режисер і сценарист.
Робер Леон Анрі Фурреї народився 27 квітня 1921 року.
Був одружений з актрисою Колетт Броссет, з якою він з'явився на сцені у виставі «La Plume de Ma Tante».
Виступав на Бродвеї з 1958 по 1960 у виставі «La Plume de Ma Tante», разом з рештою акторів (Памела Остін, Колетт Бросет, Роджер Качча, Івон Констант, Женев'єва Кулонбел, Майкл Кент, Жан Лефевр, Жак Леграс), Майкл Модо, П'єр Олаф, Ніколь Батько, Рос Паркер, Анрі Пеннек) удостоєний спеціальної премії Тоні 1959 року за внесок у театр.

## Вибрана фільмографія
- 1951 — Бернард і Лев
- 1952 — Любов — не гріх
- 1967 — Маленький плавальник